# Muzeum Militarnych Dziejów Śląska w Pszczynie
Muzeum Militarnych Dziejów Śląska w Pszczynie – muzeum położone w Pszczynie. Jego siedzibą jest Domek Ogrodnika, położony na skraju parku zamkowego. Placówka jest prowadzona przez Stowarzyszenie Bitwy pod Pszczyną 1939 „Pro Memoria”.
Muzeum zostało otwarte w listopadzie 2014 roku. W zbiorach placówki znajdują się militaria (broń, amunicja, mundury), dokumenty, zdjęcia, mapy oraz obrazy. Eksponaty te prezentowane są w ramach następujących wystaw:
- Dzieje militarne ziemi pszczyńskiej od neolitu do średniowiecza,
- Okres nowożytny,
- Burzliwy wiek dziewiętnasty,
- Wiek dwóch wojen światowych
- Rozwój broni na przestrzeni wieków.

Muzeum jest czynne codzienne z wyjątkiem poniedziałków, wstęp jest bezpłatny.